# VimIM
VimIM 是Vim的一个插件，可作为Vim内嵌中文输入法。

## VimIM 历史
1. 2008年1月4日问世
2. 2009年11月16日开始支持双拼云输入
3. 2010年11月16日开始支持〖目录词库〗
4. 2010年11月25日推出无菜单搜索：不敲中文，也可以搜索中文
5. 2011年1月25日推出瑞士军刀字库：vimim.cjk.txt 可用于汉字研究
6. 2011年5月31日同时支持搜狗、百度、谷歌、ＱＱ、百度四种云输入法
7. 2011年7月14日开始支持即插即用海量词库 vimim.gbk.bsddb
8. 2011年8月30日优化点石成金（Vim插入模式和Vim可视模式）
9. 2011年9月27日推出无菜单窗中文输入方案  gi
10. 2011年10月27日引入lmap, 与Vim的i_CTRL-^定义统一。imap不再被和谐。
11. 2011年11月5日统一输入法开关切换定义, 与Vim的定义保持一致。
12. 2012年1月4日VimIM问世三周年纪念日，发行VimIM 0.9.9.9.9
13. 2012年3月12日VimIM 一字未改，在iOS5 (iPhone/iTouch) 上成功运行。
14. 2012年7月4日VimIM问世四周年纪念日，计划正式发行VimIM 1.0

## VimIM 概述
VimIM是一个基于Vim的嵌入式中文输入法。
- 不启动中文输入法，不换模式，就可以输入中文。
- 不打开弹出式菜单，不敲中文，也可以搜索中文。
- 中文输入与英文输入不再相互折腾。
- 中文搜索与英文搜索不再分为彼此。

## VimIM 特点
- 与操作系统独立；与Vim完全整合。